# 角球

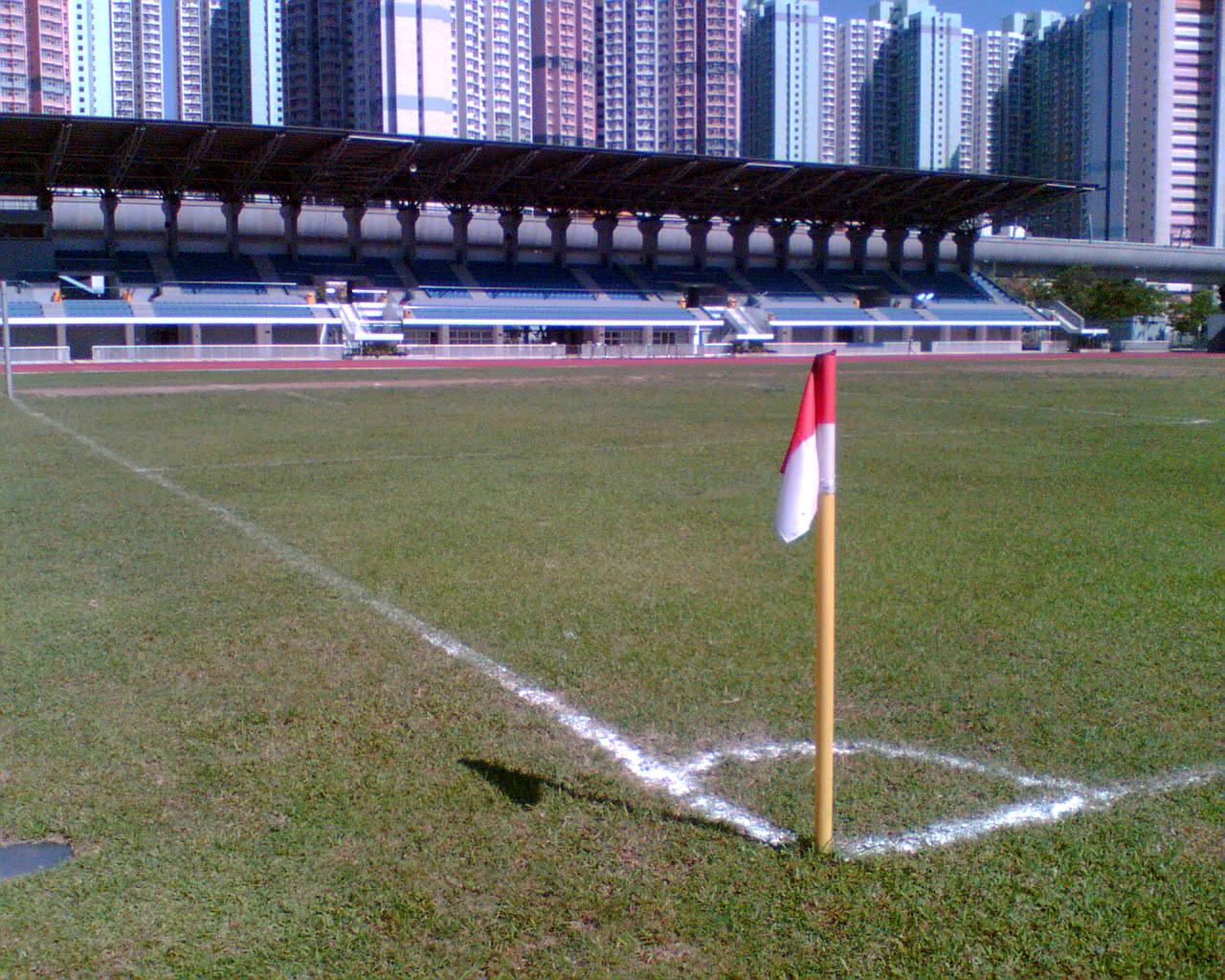
角球區

角球是英式足球的術語。當守方球員最後觸球而出了底線（包括守門員用手將攻方射門擋出底線外）時，攻方就會得到角球。此規則在1867年第一次在谢菲尔德规则下使用，并于1872年被国际足联所採用；自2025年世俱杯起，當守方的守門員未有在指定時間內（8秒）將球踢或拋出禁區時，攻方亦可得到角球。
角球弧位於底線與邊線的交點處，是一個半徑1米的四分之一弧。角球弧內稱為角球區，四個角球區內各豎角旗。而角球區位於足球場的四角，是角球弧內的區域，半徑1米，距離禁區13.84米。所有角球須在角球區內開出。

## 程序
球先要放到离出界地点最近的角球弧内。角球弧位于球门线与边线的交点处，半径为1码。所有的防守队员必须至少离球10码（9.15米），直到球被开出。
角球开出时没有越位，並且可以直接射入。
- 列高巴曾經在2006-07球季的義甲為國際米蘭直接主踢角球入網。
- 馬拉度納於效力拿坡里足球會期間多次主踢角球入網。[2]
- 碧咸亦曾於效力洛杉磯銀河時將角球射入網。[3]
- 巴治奧、列基美等亦曾經將角球射入網。
- 香川真司效力于比甲圣图尔登间，于2022年10月15日联赛对沙勒鲁瓦的11：46分钟时，第一球直接由角球射入网。
- 邵佳一效力德乙科特布斯间，在2009年9月比赛第36分钟时对卡尔斯鲁厄直接主踢角球入网。

## 战术
由于角球弧距离禁区不远，但缺乏直接射门的角度，因此最常见的战术是开高球吊至禁区内，尝试头球攻门。防守方亦以防守头球为重点。
没有直接吊向禁区的角球常被称为“战术角球”，亦因較开高球吊至禁区内的傳球路線為短，又稱為“短角球”，此角球战术与任意球类似。
虽然角球直接射入網亦為有效入球，但因为缺乏角度，需要高超的弧线球技术，难度极大，而且防守一方亦易於防守，因而角球直接射門而造成的入球相当罕见。